# Серебренников, Павел Николаевич

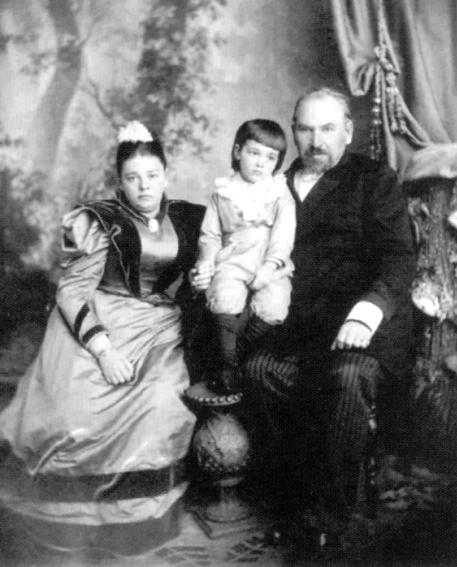
Семейная фотография с женой в 1890-е годы

Павел Николаевич Серебренников (12 [24] февраля 1848, Архангельское, Пермская губерния — 20 марта [2 апреля] 1917, Пермь) — русский врач-гигиенист, общественный деятель и краевед.

## Биография

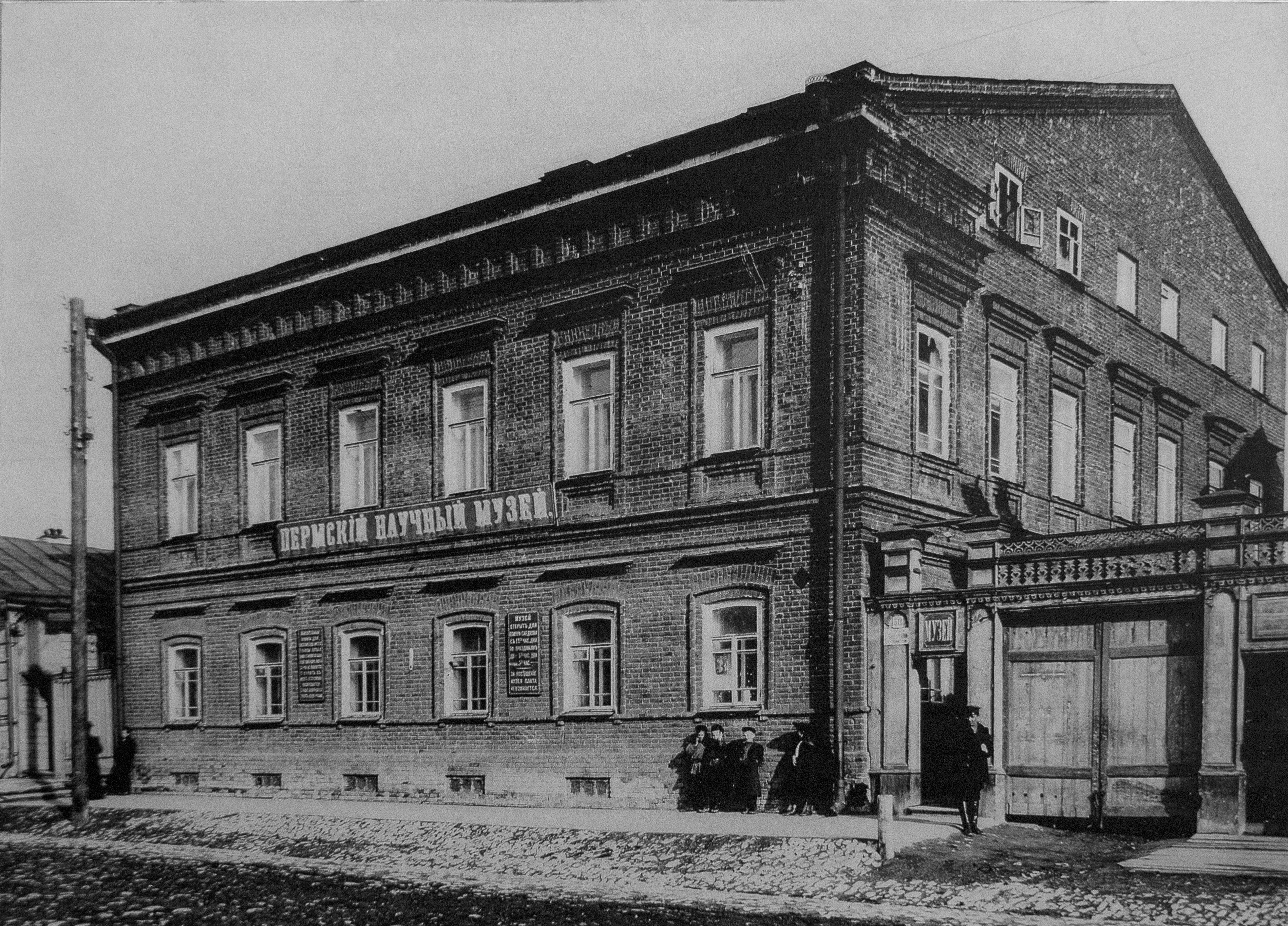
Пермский научно-промышленный музей

В 1876 году закончил Петербургскую медико-хирургическую академию (ныне Военно-медицинская академия имени С. М. Кирова). С 1880 года работал врачом в Нижне-Салдинском заводе Верхотурского уезда Пермской губернии, затем — в городе Ирбите. В 1885 году защитил диссертацию на степень доктора медицины.
С этого же года жил в Перми, занимаясь частной практикой, позднее сочетал обязанности врача и преподавателя гигиены в городских учебных заведениях духовного ведомства. Одновременно на общественных началах практиковал и преподавал в ряде других учебных заведений и организаций города. Серебренников был известен в Пермском крае как основатель и активный член многих благотворительных, просветительных, научных обществ и учреждений. Занимаясь научными вопросами в области санитарии и гигиены, он принял участие в работе краеведческих организаций — Учёной архивной комиссии, Экономического общества и других. В 1899—1909 годах возглавлял Пермскую комиссию Уральского общества любителей естествознания, ставшую в 1901 году самостоятельной местной организацией — Пермским научно-промышленным музеем (ныне — Пермский краеведческий музей).

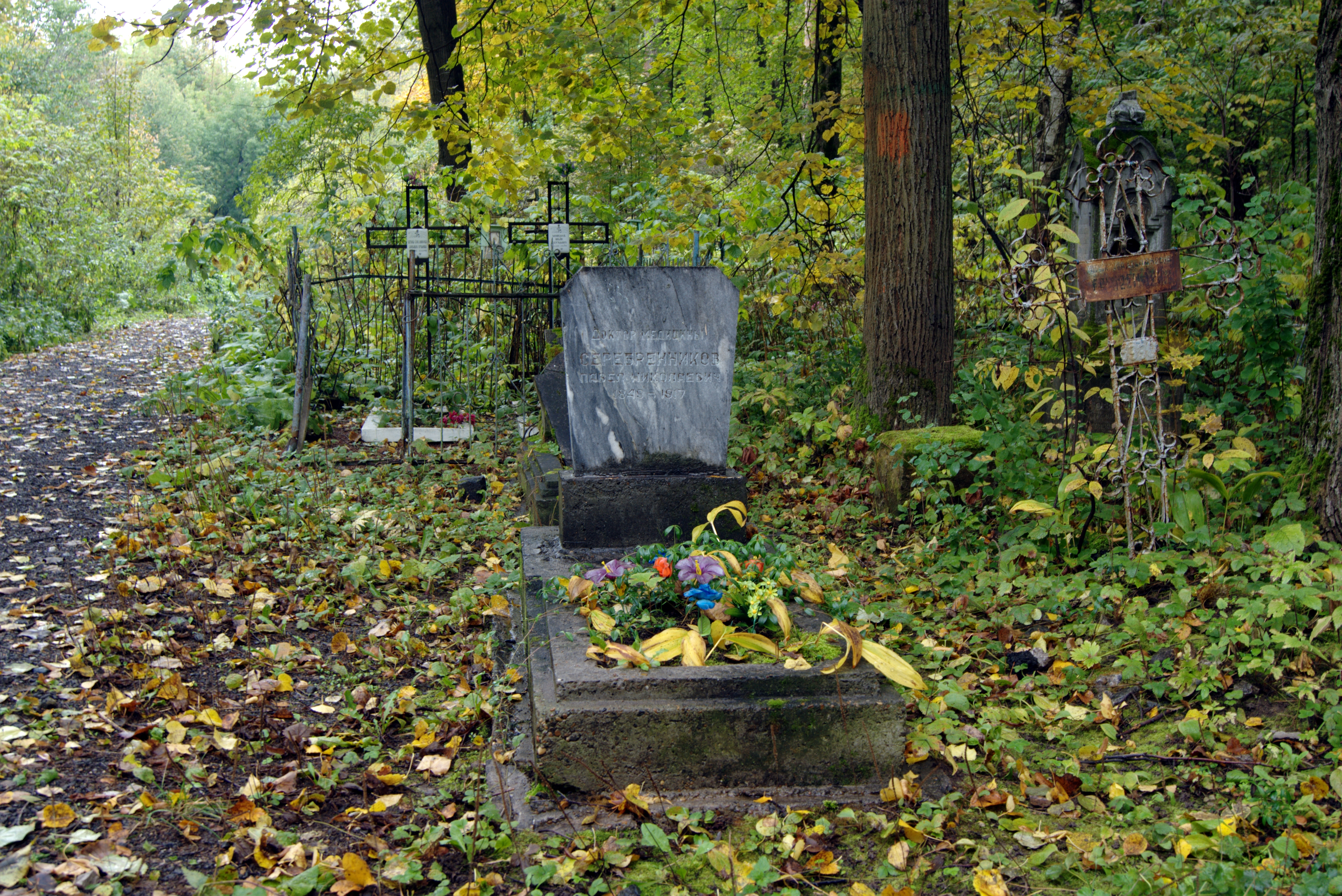
Могила П. Н. Серебренникова

Руководство П. Н. Серебренниковым музеем привело к оживлению деятельности этой организации, росту её фондовых материалов, превращению музея в крупный краеведческий и научно-просветительский центр края. Сам Павел Серебренников был активным лектором музея — в его стенах им было сделано свыше 70 докладов, сообщений и бесед по медицине, а также уральской этнографии и литературоведению. В 1902 году его заслуги перед пермским краеведением были оценены избранием его Почётным членом научно-промышленного музея. Тогда же было решено создать фонд («капитал») его имени, проценты с которого в виде премии выдавались впоследствии авторам изданий о природе, истории, социально-экономическом развитии Пермского края. П. Н. Серебренников ездил в Петербург знакомиться с работой столичных музеев и библиотек, вел переписку с университетами, академиями, музеями, библиотеками, различными обществами и отдельными лицами из разных городов Российской империи.
Ему принадлежат более 30 публикаций по вопросам медицины и санитарии в Пермской губернии, о деятельности благотворительных и культурных учреждений Перми.
Умер 20 марта 1917 года в Перми. Похоронен на Егошихинском кладбище, где в 1897 году была также похоронена его жена — Евгения Серебренникова.
Когда в декабре 1900 года в доме пермского мецената-пароходчика Николая Мешкова проводилась выставка картин художника Алексея Денисова-Уральского, приехавшего в Пермь из Екатеринбурга, это была первая художественная выставка в Перми. Она носила название «Урал в живописи». Павел Серебренников подружился с художником, который подарил ему несколько своих картин. Выставка вызвала большой интерес у горожан и навела Серебренникова на мысль организовать в музее художественный отдел, впоследствии преобразованный в самостоятельный музей, который ныне существует как Пермская художественная галерея.